# Manuel Arnús i Fortuny
Manuel Arnús i Fortuny (Barcelona, 15 de maig de 1852—23 de gener de 1916) fou un metge i hidròleg català, que posteriorment exercí de banquer primer amb la societat Manuel Arnús i Companyia i posteriorment amb la Societat Anònima Arnús-Garí. Casat amb Josefa Fernández-Gayón i Barrie, va morir a Barcelona, el 23 de gener de 1916.

## Metge
Fill de Manuel Arnús i de Ferrer. Cursà la carrera de Medicina a la Universitat Central de 1868 a 1873, rebent el darrer any, per oposició, els títols de llicenciat i doctor. El 1871 fou nomenat ajudant del departament d'anatomia i dissecció pel claustre de la Facultat de Medicina de Madrid, i el 1872 practicant de l'Institut Oftalmològic. Quan es llicencià, cessà d'aquest càrrec, continuant els seus serveis al mateix lloc com a professor, donant un curs teòric i pràctic de les malalties de l'ull intern, acomodació i refracció.
El 1873, passà a continuar els estudis a París, ingressà a l'Escola d'Alts Estudis de Col·legi de França, al laboratori d'Histologia Zoològica, dirigida per Charles Robin. Fou nomenat, el 1875, metge director interí dels banys minerals d'Alhama de Múrcia, i l'any següent, en virtut d'oposicions, obtingué la direcció en propietat de l'establiment de banys de Fortuna, càrrec del que dimití el 1879. D'altra banda, fou nomenat per oposició, el 1876, metge d'entrada dels hospitals provincials de Madrid i, després, professor adjunt al deganat del cos facultatiu de beneficència provincial. El 1877, renuncià a la plaça de metge de sala al que havia estat ascendit i fou nomenat professor de número de l'Hospital del Niño Jesús, en virtut del concurs de la Reial Acadèmia de Medicina de Madrid, un càrrec al que renuncià el 1877.
Fou membre de la Societat d'Histologia de Madrid, de l'Acadèmia Medicoquirúrgica espanyola, de la Societat d'Hidrologia Mèdica, de l'Acadèmia de Medicina de Saragossa, de la Société Française d'Hygiène de París i de la Société d'Hidrologie de França, comanador de l'Orde de Carles III i cap superior de l'administració civil.

## Banquer

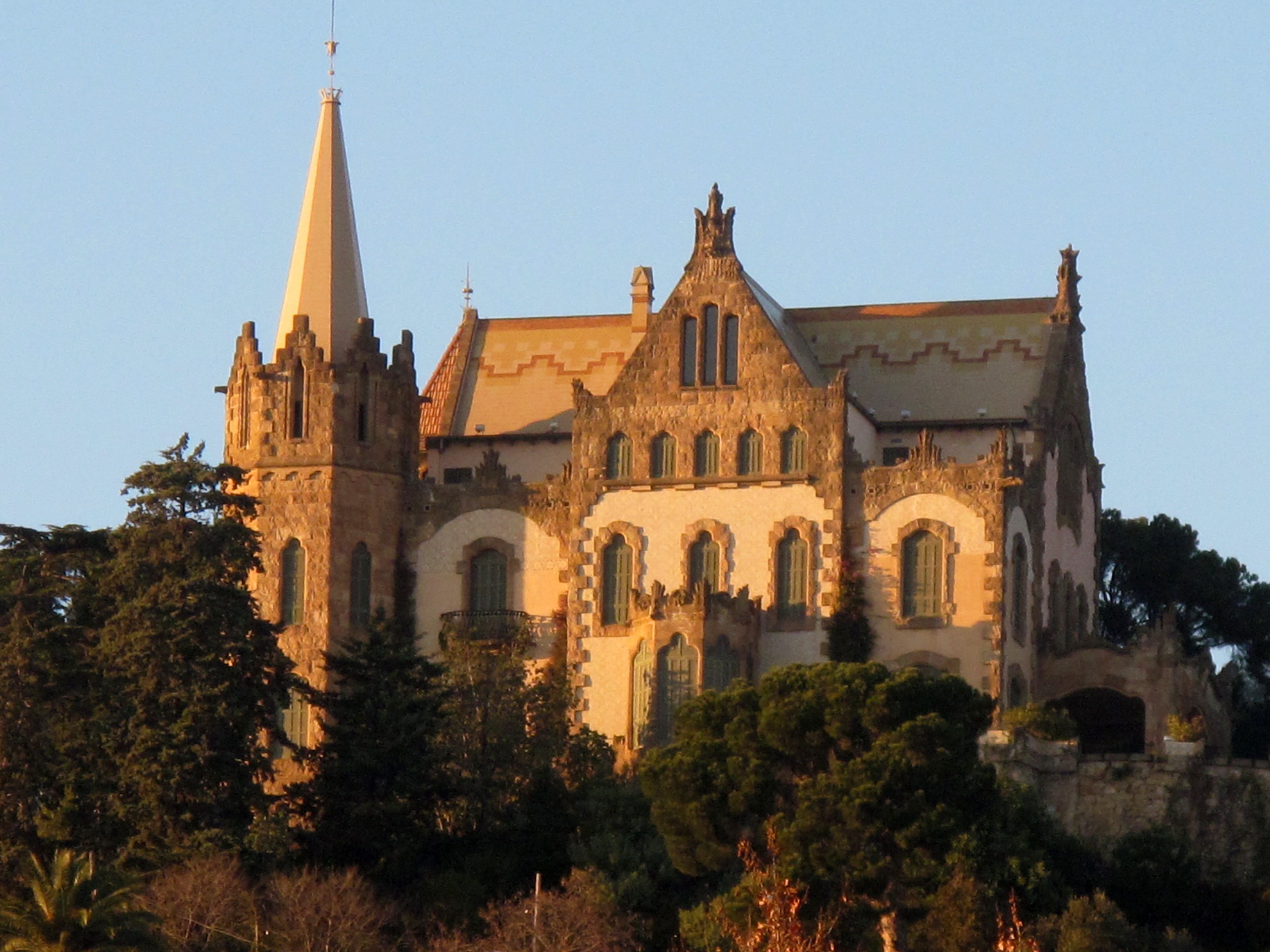
La casa modernista que Manuel Arnús es va fer construir a la falda del Tibidabo el 1903.

Va abandonar l'exercici de la medicina per seguir els passos del seu oncle Evarist Arnús i de Ferrer quan aquest li traspassà l'activitat bancària. Entre 1890 i 1910 exercí de banquer amb la societat Manuel Arnús i Companyia, dirigida per Josep Garí i Cañas. En el 1894 fou un dels socis fundadors, encara que amb una participació minoritària, de la Companyia Barcelonina d'Electricitat. També fou membre del consell d'administració de la Barcelona Traction.
El 1908, va morir Emili Arnús i Oliveras, fill d'Evarist Arnús, i el seu fill Gonçal Arnús i Pallós va voler executar el testament del seu avi, que entre altres actius li cedia a ell una participació en el banc i la seu social del banc situada al passatge del Rellotge. Manuel Arnús va preveure dificultats en treballar conjuntament amb el seu nebot Gonçal Arnús, de forma que es dissolgué la societat i cada branca familiar engegà un projecte bancari de forma autònoma. Així, el 1910, Manuel Arnús i Josep Garí fundaren la Societat Anònima Arnús-Garí, mentre que Gonçal Arnús establí la Banca Arnús.